# والتر شوستر
والتر شوستر (انگلیسی: Walter Schuster; ۲ ژوئن ۱۹۲۹ – ۱۳ ژانویهٔ ۲۰۱۸) اسکی‌باز آلپاین اهل اتریش بود.